# ヘンリク・カスペルチャク
ヘンリク・ヴォイチェフ・カスペルチャク（ポーランド語: Henryk Wojciech Kasperczak、本名:ヘンリク・ヴォイチェフ・カスペルチャク、Henryk Wojciech Kasperczak、1946年7月10日 - ）は、ポーランド出身の元サッカー選手、サッカー指導者。選手時代のポジションはMF（守備的MF）。

## 来歴
ポーランド代表として2度のワールドカップ（FIFAワールドカップ・西ドイツ大会、FIFAワールドカップ・アルゼンチン大会）に出場。1976年モントリオールオリンピックでは銀メダル獲得に貢献するなど国際Aマッチ61試合出場5得点を記録した。
引退後は指導者の道へ進み、主にフランス国内のクラブやアフリカのナショナルチームの監督を歴任した。2006年5月からはセネガル代表監督に就任したが、2008年に行われたアフリカネイションズカップでの敗退を受け辞任をした。2008年9月16日、グールニク・ザブジェの監督に就任したが、リーグ戦での成績不振により2部降格が決まると、2009年4月3日に監督を辞任した。
フランス語圏で多くの監督業を経験しているためか、フランス語に堪能。

## 代表歴

### 出場大会
- ポーランド代表
  - 1974 FIFAワールドカップ
  - 1978 FIFAワールドカップ

### 試合数
- 国際Aマッチ 61試合 5得点（1973年-1978年）[1]

| ポーランド代表 | 国際Aマッチ | 国際Aマッチ |
| 年             | 出場        | 得点        |
| -------------- | ----------- | ----------- |
| 1973           | 15          | 2           |
| 1974           | 11          | 1           |
| 1975           | 9           | 1           |
| 1976           | 7           | 0           |
| 1977           | 11          | 1           |
| 1978           | 8           | 0           |
| 通算           | 61          | 5           |

## 獲得タイトル

### 選手時代
シュタル・ミエレツ
- エクストラクラサ：2回（1972-73、1975-76）

個人
- ポーランド年間最優秀選手賞：1回（1976）

### 監督時代
FCメツ
- クープ・ドゥ・フランス：1回（1983-84）

ASサンテティエンヌ
- リーグ・ドゥ：1回（1985-86）

ラシン・ストラスブール
- リーグ・ドゥ:1回（1987-88）

ヴィスワ・クラクフ
- エクストラクラサ：3回（2002-03、2003-04、2004-05）
- ポーランド・カップ：2回（2001-02、2002-03）